# Christoph Meschenmoser

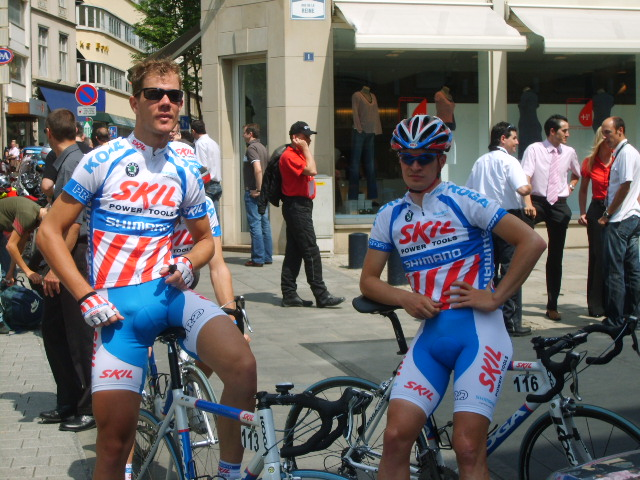
Christian Müller und Christoph Meschenmoser (rechts) vor der zweiten Etappe der Luxemburg-Rundfahrt 2007

Christoph Meschenmoser (* 29. Juni 1983 in Ravensburg) ist ein ehemaliger deutscher Radrennfahrer.
Meschenmoser begann 1995 mit dem Radsport. 1999 errang er beim Europäischen Olympischen Jugendfestival zwei Bronzemedaillen, im Einzelzeitfahren und im Kriterium.
2001 wurde er Junioren-Weltmeister in der Einerverfolgung, in der Mannschaftsverfolgung wurde er gemeinsam mit Karl-Christian König, Henning Bommel und Robert Bengsch Vize-Juniorenweltmeister. Er fuhr 2006 und 2007 für das Team Skil-Shimano, im Jahr 2008 wechselte er zum Team Ista. Ende der Saison 2008 beendete er seine Profi-Karriere, nachdem sich das Team Ista auflöste.

## Erfolge

### Bahn
2001
- Junioren-Weltmeister – Einerverfolgung
- Junioren-Weltmeisterschaft – Mannschaftsverfolgung (mit Karl-Christian König, Henning Bommel und Robert Bengsch)

2002
- U23-Europameisterschaft – Zweier-Mannschaftsfahren (mit Stefan Löffler)

### Straße
2001
- Deutscher Junioren-Meister – Einzelzeitfahren

2008
- Grand Prix Palma

## Teams
- 2005 Team Gerolsteiner (Stagiaire)
- 2006 Skil-Shimano
- 2007 Skil-Shimano
- 2008 Team Ista